# Grêmio Recreativo Serrano
El Grêmio Recreativo Serrano es un equipo de fútbol de Brasil que juega en el Campeonato Paraibano, la primera división del estado de Paraíba.

## Historia
Fue fundado el 20 de septiembre de 1989 en la ciudad de Sierra Redonda del estado de Paraíba, afiliándose a la Liga Campinense de Fútbol en 1993 y en 1998 se convirtió en un equipo profesional, afiliándose a la Federación Paraibana de Fútbol y a la Confederación Brasileña de Fútbol.
En 1999 logra el ascenso al Campeonato Paraibano por primera vez, permaneciendo en la primera categoría estatal hasta descender en 2003, pasó inactivo en 2004 y en 2005 participa en la segunda división estatal.
Posteriormente estuvo inactivo cinco años luego de perder su credencial de equipo profesional, retomando su condición profesional en 2011 como parte de la segunda división estatal y mudándose a la ciudad de Campina Grande, donde se encuentra su estadio.
En 2018 termina en tercer lugar del Campeonato Paraibano, lo que le da la clasificación para el Campeonato Brasileño de Serie D, la que es su primera aparición en una competición a escala nacional, la que fue desastrosa al perder sus seis partidos y terminó en último lugar entre 68 equipos.

## Palmarés
- Paraibano Serie B: 1

1998
- Copa Ciudad de Campina Grande: 2

2000, 2002

## Jugadores

### Jugadores destacados
- Hulk[2]